# Vocabulaire du ski freestyle
 (mars 2025).
Si vous disposez d'ouvrages ou d'articles de référence ou si vous connaissez des sites web de qualité traitant du thème abordé ici, merci de compléter l'article en donnant les références utiles à sa vérifiabilité et en les liant à la section « Notes et références ».
Cet article présente une liste du vocabulaire technique utilisé en ski freestyle pour décrire les figures (tricks).

## Figures
L'éventail de figures réalisables en l'air augmente régulièrement à mesure que les freestyleurs progressent. On peut néanmoins classer les tricks en plusieurs grandes catégories.
- Jib : Refaire une rampe ou n'importe quel autre obstacle pas fait en neige plusieurs fois de suite[1].

### Les Grabs
Un Grab consiste à attraper avec la main une partie du ski pendant le saut. Le verbe anglais to grab signifie « attraper, saisir » en français.
Chaque type de grab porte un nom :
- Tail : le skieur saisit le ski tout à l'arrière et les skis se croisent devant ;
- Safety : saisie d'un ski à l'avant de la fixation avec la main du côté du ski saisi. Les jambes restent groupées, les skis restent parallèles pendant la saisie ;
- Liu Kang : variante du safety pendant laquelle la jambe dont le ski n'est pas grabé est tendue ;
- Phil Grab : variante du safety pendant laquelle les skis sont croisés au lieu d'être parallèles. Aussi appelé cross grab ou safety cross, figure inventée par Kevin Rolland ;
- Mute : saisie d'un ski à l'avant de la fixation avec la main du côté opposé au ski saisi ;
- Mute Shila (uncrossed mute) : variante du mute pendant laquelle le ski est croisé au maximum et se retrouve perpendiculaire à l'autre ;
- Tail Grab : saisie de la partie arrière d'un ski tout en croisant les skis ;
- Pit : variante du tail grab où le ski est saisi à l'arrière aussi mais sur la carre intérieure ;
- True Tail : variante du tail grab pendants laquelle la saisie se fait au talon du ski. Le tail grab et le true tail peuvent être réalisés avec les skis parallèles (parallel tail) ou croisés (cross tail) ;
- Double True Tail : variante du true tail au cours de laquelle les deux mains attrapent le talon d'un des deux skis ;
- Nose Grab : saisie de l'avant d'un ski, le plus près possible de la spatule ;
- True Nose ou High Mute : variante du nose grab pendant laquelle la saisie se fait sur la spatule du ski. Ce grab peut être réalisé avec les skis parallèles (True Nose) ou croisés (High Mute) ;
- Double True Nose : variante du true nose pendant laquelle chaque main saisit un ski à l'extrémité avant ;
- Japan ou Japan Air : saisie du ski opposé à la main qui grabe, à l'arrière de la fixation, en passant derrière la jambe, souvent en repliant la jambe grabée ;
- Critical : variante du Japan Air pendant laquelle le grab se fait à l'avant de la fixation ;
- Double Japan : variante du Japan air pendant laquelle l'autre main saisit le ski déjà grabé devant la fixation, en passant devant le corps ;
- Double Critical : variante du Critical où la main main libre vient saisir le ski grabé en Nose grab ;
- Brebis : saisie du ski avec la main du côté du ski saisi, à l'avant de la fixation, sur la carre intérieure ;
- Truck Driver : saisie de l'avant de chaque ski avec la main correspondante, en gardant les jambes tendues ;
- Bow and Arrow : variante du "Truck Driver" avec une jambe pliée vers l'intérieur ;
- Cannonball : saisie des deux skis avec la main correspondante au niveau du patin (sous la chaussure) en pliant les jambes ;
- Bowrero : variante du Cannonball où une jambe est tendue et l'autre pliée. Aussi appelée double Liu-Kang ;
- Octograb : saisie des deux skis, l'un en pit et l'autre à l'avant de la fixation avec l'autre main. Pour plus d'esthétique les skis doivent être croisés au maximum de façon à se retrouver perpendiculaires lors du grab ;
- Canadian Bacon : saisie des deux skis à l'arrière de la fixation en croisant l'arrière des skis. Une seule main fait le grab tandis que l'autre main tient les deux bâtons en les levant en l'air ;
- Screamin' Seamen : saisie du ski opposé à la main au niveau de la fixation, en croisant les jambes. Ce grab implique une certaine souplesse et une prise de risque importante car il faut pouvoir décroiser les jambes au moment de la réception ;
- Blunt :  saisie avec une main au maximum à l'arrière d'un ski, mais les skis restent parallèles ;
- Indy, Stale Fish et Melon sont d'autres variantes du grab[2].

Un grab est d'autant plus réussi que la saisie du ski est longue et le saut est d'autant plus esthétique que la saisie du ski est franche, ce qui permet au rider d'accentuer la torsion du corps grâce à la tension de sa main sur le ski. On dit alors que le grab est tweaké.
- Early Out : sortie anticipée du rail à la suite d'un déséquilibre ou d'une figure ratée.

### Les rotations horizontales
Le terme rotation est utilisé pour désigner uniquement les rotations horizontales (les rotations verticales sont des flips).
Le principe est d'effectuer une rotation horizontale pendant le saut, afin de plaquer en avant où en arrière. La rotation se nomme par le nombre de degrés effectués  :
- 180 pour un demi tour
- 360, trois six ou trois soixante pour un tour complet
- 540, cinq quatre ou cinq quarante pour un tour et demi
- 720, sept deux ou sept vingt pour deux tours complets
- 900 pour deux tours et demi
- 1080 pour trois tours
- 1260 pour trois tours et demi
- 1440 pour quatre tours
- 1620 pour quatre tours et demi
- 1800 pour cinq tours
- etc.

Une rotation peut être agrémentée d'un grab, ce qui rend le saut plus esthétique mais aussi plus difficile car la position tweakée a tendance à déséquilibrer le rider et à désaxer la rotation. De plus, le sens de la rotation a tendance à favoriser un sens de grab plutôt qu'un autre. Par exemple, une rotation dans le sens inverse des aiguilles d'une montre facilite un grab de la main droite. Si le rider effectue un grab de la main défavorisée par la rotation, on dit que le grab est effectué en reverse.
De même, chaque rider a un sens de rotation lui paraissant plus facile que l'autre. De ce fait, les rotations effectuées dans le sens inverse de son sens habituel sont dites unnatural.
Les rotations de plus de trois tours sont possibles mais rarement exécutées, d'abord parce que les modules assez gros pour lancer un tel saut sont rares, et ensuite parce que la vitesse de rotation nécessaire est tellement élevée qu'un grab devient difficilement réalisable et rend le saut moins esthétique.
Certaines rotations ne sont faisables que sur des modules verticaux où le point d'impulsion est confondu avec la réception (comme les half-pipes, les quarter-pipes, les hips), comme par exemple un flair (sorte de back flip vrillé) ou un alley-hoop.
Enfin, pour monter sur une barre de slide, le rider doit se positionner perpendiculairement à l'axe de la barre et doit donc exécuter au moins un quart de tour en l'air. Cependant, il est également possible de faire plus d'un quart de tour. On a donc la dénomination suivante pour ce type de rotation :
- 90 pour un quart de tour
- 270 pour trois quarts de tour
- 450 pour un tour un quart
- 630 pour un tour trois quarts
- 810 pour deux tours un quart
- 990 pour deux tours trois quarts
- etc.

Dans la plupart des cas, les riders vont annoncer un « 2 in ou out », un « 4 in ou out » et ainsi de suite. Cependant, de plus en plus de skieurs arrivent à prendre certains rails en "50-50" (tout droit) en serrant le plus possible les jambes.
A ces dénominations de figure sur barre de slide, on ajoute in si la figure est exécutée en rentrant sur la barre et out si elle est exécutée en sortant.
De même, il est possible d'effectuer des figures sur les barres en question. Ces figures sont appelées Swap : si la rotation se fait avec le regard qui est pointé vers l'avant de la barre, c'est un switch up ou front swap, si le regard fixe l'arrière c'est un Back Swap. La désignation de ces figures se fait donc de la manière suivante : Front Swap pour un demi-tour simple en gardant le regard fixé vers l'extrémité du rail, et Back Swap pour la même figure mais dans l'autre sens, c'est-à-dire que pendant un court instant, le rider qui effectue cette figure ne voit pas l'extrémité du rail.
Exemples : 
- « 270 in to back swap to 450 out » : Le rider a effectué une rotation de 270° pour ensuite se tenir perpendiculairement au rail. De plus, il exécute un demi-tour sans voir l'extrémité du rail, pour enfin effectuer une rotation de 450° toujours dans le même sens de rotation.
- « Switch in to front swap to 270 out » : Le rider prend son élan en switch et effectue une rotation de 90° avant d'atterrir sur le rail. Il exécute ensuite une rotation de 180° sur ce rail pour se retrouver perpendiculairement au rail et termine son trick avec une autre rotation en sortie de rail de 270°. Il atterrit donc en switch.

### Les rotations verticales
Un flip est une rotation verticale. Sur l'axe transversal, on distingue les front flips, rotations en avant, et les back flips, rotations en arrière. Sur l'axe antéro-postérieur il existe les lincoln qui sont des sideflips, des rotations verticales sur le côté.
Ces figures sont particulièrement impressionnantes pour un public non initié car le rider passe « la tête en bas ». Cependant, ces rotations sont techniquement beaucoup moins difficiles à réaliser que les rotations horizontales, du fait de la capacité de l'oreille interne à détecter naturellement la verticale, ce qui permet de se situer facilement dans l'espace.
De même, et encore une fois contrairement aux apparences, le back flip est techniquement plus facile que le front-flip car, pendant la deuxième moitié du back flip, le rider a le regard en direction du sol et peut donc anticiper sa réception et terminer sa rotation au bon moment, contrairement au front flip où, pendant toute la fin du saut, le rider a le regard porté vers le ciel et ne voit donc rien de la réception (il peut donc juste se fier à son oreille interne).[réf. nécessaire]
Il est possible de faire plusieurs flips à la suite, et d'ajouter un grab à la rotation.
Les flips agrémentés d'une vrille existent aussi mais sont plus rares et se confondent souvent avec certaines rotations horizontales désaxées. Ils sont principalement réalisé dans le saut acrobatique ou le ski de bosse. Les sauts de ces disciplines sont très codifiés d'où les différences avec les autres disciplines du ski acrobatique. Néanmoins, malgré le niveau de difficulté technique relatif, le danger de retomber sur la tête ou la nuque est bien réel et conduit certaines stations de ski à interdire ces figures dans leur snowpark. [réf. nécessaire]

#### En saut acrobatique
Rédigé depuis cet article : saut acrobatique.
Les dénominations sont anglaises : Lay signifie tendu, un Full est un Salto tendu accompagné d'une vrille. Tuck signifie salto groupé, Pike signifie salto carpé, Back signifie rotation vers l'arrière. Half (layout) est une demi-vrille. Rudy représente une vrille et demie, Randy deux vrilles et demie.

### Les rotations désaxées
Une rotation désaxée est une rotation initialement horizontale mais lancée avec un mouvement des épaules particulier qui désaxe la rotation. Il existe différents types de rotation désaxée en fonction de la manière dont est lancé le buste. Cette liste est non-exhaustive.
- Un cork est une rotation horizontale désaxée vers l'arrière. Théoriquement, le trick n'est pas inverted (c'est-à-dire avec la tête qui passe en bas) mais en pratique elle peut y passer notamment dans les triple et quad cork dans les derniers corks. C'est l'axe le plus courant en compétition.
- Un bio est l'équivalent d'un cork lancé vers l'avant.
- Un rodéo est une rotation horizontale inverted vers l'arrière avec le buste qui repasse complètement par l'avant. On peut le considérer comme la version inversée du flatspin ou bien du cork.
- Un misty est l'équivalent d'un rodéo mais vers l'avant. NB : Le misty et le bio sont très souvent associé directement, moins que le cork et le rodéo paradoxalement.
- Un flat spin. C'est une rotation de l'axe antéro-postérieur avec les membres inférieurs à la même hauteur que les buste, Il est généralement réalisé avec une flexion d'au moins une hanche et accompagné d'un safety grab. Il peut être associé à au rodéo car la technique pour lancer la figure est semblable.

Le nom complet d'un trick comprend au moins le nom de l'axe et le nombre de tours.
Dans le cas des switch, notamment pour les corks, le référentiel utilisé est celui de la montagne. Ainsi pour un switch cork, le skieur doit lancer son corps vers l'avant si on le prend comme référentiel.
Bien que certaines de ces rotations soient plus faciles à exécuter sur un certain nombre de tours (ou de demi-tours) que d'autres, il est en théorie possible de plaquer n'importe quelle rotation désaxée avec n'importe quel nombre de tours en jouant sur l'intensité du désaxage afin de se retrouver à la position verticale au bon moment.

#### Le Switch
Le Switch est un terme désignant le fait de passer de la position avant à la position arrière. Le fait de skier en arrière est appelé « skier en Fakie », mais, par abus de langage, on dit aussi qu'on skie en switch ou encore en cab.
Certaines figures comme les rotations au nombre de demi-tours impair font atterrir en switch. Il est également possible de lancer n'importe quel trick en switch (c'est-à-dire d'aborder le module en arrière et d'effectuer le saut en fakie).
Une figure, souvent considérée comme une rotation bien qu'elle n'en soit pas une, est basée sur le switch : le no spin ou zero spin qui consiste à faire un fakie to fakie, c'est-à-dire partir en arrière et faire un saut droit pour retomber en arrière sans aucune rotation. Malgré les apparences, cette figure est particulièrement délicate car le fait même de tourner la tête pour regarder la réception a tendance à déséquilibrer le rider en l'air qui n'aura d'autre choix, pour replaquer correctement, que de faire un 180 en catastrophe et atterrir en marche avant.

#### Les Slides
Un slide consiste à glisser sur une barre de slide (barre de métal) ou une Box (qui est généralement large de 20-30cm, ce qui facilite les rotations en glissant). En ski, le slide se fait les skis perpendiculaires ou parallèles à l'axe de la barre de slide ou de la box. Il est possible de slider sur différentes surfaces, telles que les rampes d'escalier, les gros tuyaux, etc.
On peut slider les skis centrés par rapport à la barre (celle-ci se situe approximativement sous les pieds du rider), mais aussi en nose slide, c'est-à-dire l'avant des skis sur la barre, ou en tail slide avec l'arrière des skis sur la barre.
De même que pour une rotation, chaque rider a un sens préféré pour aborder une barre (avant des skis pointé vers la droite ou vers la gauche). Effectuer un slide dans le sens opposé est alors dit unnatural.

#### Old School
Le terme Old School désigne l'ensemble des figures connues avant l'apparition du ski freestyle, notamment celles codifiées dans le ski de bosses :
- Saut écart : jambes écartées au maximum avant de les regrouper pour atterrir ;
- Vrille (Twist) : quart de tour des skis sur le côté puis replacement droit ;
- Daffy : une jambe tendue en avant, une en arrière, pour mettre les skis en V ;
- Daffy carré : variante du Daffy pendant laquelle les skis ne sont pas en V mais verticaux et parallèles, un devant le skieur, l'autre derrière ;
- Cosaque : saut écart pendant lequel le skieur positionne les bras et les bâtons devant pour les amener le plus loin possible entre les jambes ;
- Hélicoptère : précurseur du trois cent soixante degrés, l'hélicoptère consiste à faire un tour complet (ou plus) en l'air en restant droit, les skis serrés et les bras écartés.

Ces figures sont généralement effectuées en restant le buste très droit, les skis bien serrés (au moins en réception pour le saut écart, le Daffy et le cosaque), critères importants à l'époque dans la notation du ski de bosses, mais qui donnent maintenant un côté désuet et comique à ces figures. En effet, la tendance actuelle privilégie une posture courbée et des skis écartés aux épaules pour faciliter l'impulsion et la stabilité en l'air.

## Dénomination des tricks

### Sauts
Les tricks sont, pour la plupart, des rotations de plusieurs types combinées ou non avec un grab et effectuées en avant ou en arrière. La dénomination des figures ainsi créées est complétée par les termes :
- « switch » si la figure est effectuée en partant en arrière ;
- « unnatural » s'il s'agit d'une rotation effectuée dans le sens inverse du sens habituel pour le rider ;
- suivie du nom du type de désaxage de la rotation si la figure est une rotation désaxée ;
- puis le nom de la rotation elle-même, c’est-à-dire le nombre de degrés effectués ;
- en précisant si la figure comprend un grab, « reverse » si celui-ci est effectué par la main défavorisée par le sens de la rotation ;
  - enfin le nom du grab.

Par exemple, un « Switch Rodeo cinq quatre Tail Grab » est un saut au cours duquel le rider part en arrière, exécute une rotation horizontale d'un tour et demi avec un désaxage de type Rodeo et attrape l'arrière de l'un de ses skis pendant la rotation.
La connaissance du mode de départ (normal ou switch) et du nombre de tours suffit à identifier sans difficulté le sens dans lequel le rider atterrira (en avant ou en fakie).

### Barre de slide
Pour les barres de slide, la dénomination se fait de la manière suivante :
- d'abord le nom de la figure d'entrée si elle est autre qu'un 90, suivi du terme in ;
- le nom du slide (backside ou frontside) ou le terme rail si le slide est classique ;
- enfin le nom de la figure de sortie si elle est autre qu'un 90, précédée du terme out.

Ainsi un switch 270 in rail signifie que le rider part en marche arrière, qu'il effectue trois quarts de tour avant de slider normalement sur la barre, puisqu'il sort avec un quart de tour.
Un « rail to switch » signifie que le rider est sorti de la barre avec un quart de tour qui l'a amené en arrière. De même, le « switch to rail » consiste à entrer sur la barre en partant en arrière et en effectuant un quart de tour.
Lorsque le rider effectue une rotation au milieu de la barre, on rajoute au nom de la figure « to figure to rail ». Par exemple, un 270 to rail to 180 to rail to switch signifie que le rider monte sur la barre avec trois quarts de tour puis effectue un demi-tour en milieu de barre (que les riders appellent aussi « sexchange » ou « switch up ») et sort enfin avec un quart de tour qui le fait atterrir en arrière.
Quand seule la figure d'entrée ou de sortie est évaluée, par exemple sur un 630, on parle alors d'un « 630 in » ou « 630 out ».
Enfin, lorsque le rider aborde la barre de slide en exécutant une entrée dans un sens puis ressort dans l'autre sens, la figure est appelée "Pretzel". Le rider peut, par exemple, effectuer un « in to Pretzel 270 out ».